# De Rietlanden (Beuningen)
De wijk De Rietlanden  in Beuningen (Gelderland) is een nieuwbouwwijk met vrijstaande huizen en moderne grote rijtjeshuizen. De wijk grenst aan de Beuningse Plas

## Architectuur
De huizen in De Rietlanden zijn van moderne architectuur. Het typische van de wijk is dat elk huis aan het water ligt en dat je met een bootje naar een groot meer kan varen (Waterplas). De Waterplas moet nog gerealiseerd worden. De Rietlanden is gelegen in het zuidelijk deel van de nieuwbouwwijk Beuningse Plas. De wijk kenmerkt zich door een speelse samenhang van groen en water: dit garandeert een uitstekend woonklimaat. In samenwerking met de gemeente Beuningen en de landschapsarchitect is het gehele gebied, gekenmerkt door grote waterpartijen, ingericht met diverse woningtypen zodat een harmonisch totaalbeeld ontstaat met een grote architectonische samenhang. De Rietlanden omvat de bouw van ca. 320 woningen verdeeld over meerdere deelprojecten met een geheel eigen karakter door afwisselende architectuur, vele fraaie waterpartijen met eilanden en een relatief lage bebouwingsdichtheid.

## Aantal woningen
Circa 320

### Typen woningen
- De Waterkant
- De Singel
- De Wal
- De Ambachten
- De Eilanden
- De Lagune

## Type De Wal
Het woningtype De Wal bestaat uit ongeveer 20 huizen aan elkaar, en een 2e blok uit ongeveer 15 huizen aan elkaar. De huizen liggen tegen de snelweg aan.
De huizen dienen als woning en geluidswal. De huizen hebben geen voor- en achtertuin, er is een binnentuin. Het huis heeft ook een oprit.

## Straten
- Waterdorp
- Slottuin
- Ganzeneiland
- Lagunesingel
- Karpergracht
- Snoekgracht
- Zalmgracht
- Forelgracht
- Palinggracht

## De Waterplas
Na winning van het zand zal de waterplas een recreatieve functie gaan vervullen voor de direct aangrenzende woonwijk. De natuurontwikkeling, langs de oost en zuidoevers, zal daarbij een belangrijke rol gaan spelen in de beleving van de gebruikers. De totale opzet van de waterplas zal echter kleinschalig zijn. 
De toegang naar de waterplas wordt via verschillende verbindingen mogelijk gemaakt. Voor de recreatieve functie komt er aan de westoever - en voor een deel aan de noordoever op het westelijke eiland - een zandstrand. Omdat er op het zuidelijk deel van de randzone een manege wordt gerealiseerd zal er ook een ruiterpad rondom de waterplas worden aangelegd. Maar ook voor de recreant te voet wordt het mogelijk om rond de plas te lopen. Op de route wordt bovendien een aantal rustpunten gecreëerd. 
De doorgaande fietsverbinding met Nijmegen zal mogelijk zijn via de Pieckelaan of via de zuidkant van de Jonkerstraat. Aangezien de zuidrand naar de rijksweg A73 zal worden afgeschermd, door een grondwal, wordt een aangenaam klimaat gerealiseerd.